# 5715 Kramer
5715 Kramer este o planetă minoră (asteroid), cu un diametru de 16,106 km, din centura de asteroizi. A fost descoperită pe 22 septembrie 1982 la observatorul Lowell⁠(d) de Edward L. G. Bowell. 
Obiectul prezintă o orbită caracterizată de o semiaxă mare de 3,1903319 UAi, o excentricitate de 0,17, o înclinație de 4,00402 ° în raport cu ecliptica.